# Flipkart Health+
Flipkart Health+ (cunoscut anterior ca SastaSundar Healthbuddy Limited), este o platformă de comerț electronic care se ocupă de sănătate, farmacie online, diagnoză și consultații medicale online în India.
Compania a fost co-fondată în 2013 de Banwari Lal Mittal și Ravi Kant Sharma sub numele SastaSundar Healthbuddy în Kolkata.
La 1 aprilie 2022, Flipkart a achiziționat o participație majoritară în SastaSundar, transformând-o într-o companie deținută de Walmart.
Flipkart Health+ l-a numit pe Prashant Jhaveri CEO la 15 martie 2022.
Istoric SastaSundar Healthbuddy Limited a început ca o farmacie online în 2013. Compania are sediul în Kolkata, India.
Compania este o filială a SastaSundar Ventures Limited, înființată în 2014. Compania are peste 200 de magazine în India.

## Finanțare
În mai 2017, SastaSundar a primit o finanțare de 33,4 crore rupii de la compania farmaceutică cu sediul în Japonia, Rohto Pharmaceutical.
În august 2019, Mitsubishi Corporation a investit 100 crore rupii în companie.
În noiembrie 2021, Flipkart Health a achiziționat Sastasundar Healthbuddy pentru o sumă nedivulgată.